# Santiago Matatlán
Santiago Matatlán es una población situada en los valles centrales del estado de Oaxaca, en México. En él se cultiva, como parte primordial el maíz, o el agave que más tarde es enviado a las destiladoras al poblado de Santiago Matatlan Tlacolula, o a tras fábricas de mezcal.

## Toponimia
Santiago Matatlán es un nombre derivado de los vocablos del náhuatl; Matlatl, que quiere decir red y Tlan que quiere decir lugar, por lo que Matlatlan significa «lugar cerca de redes».

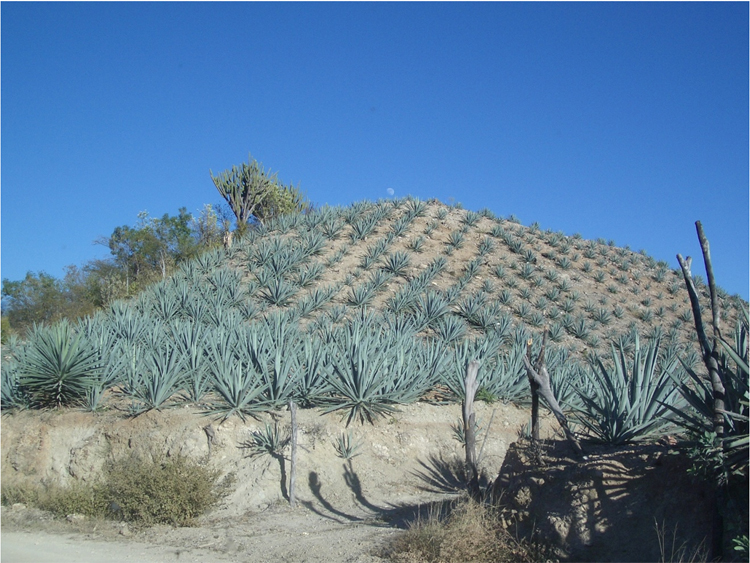
Paisaje geográfico.

## Economía

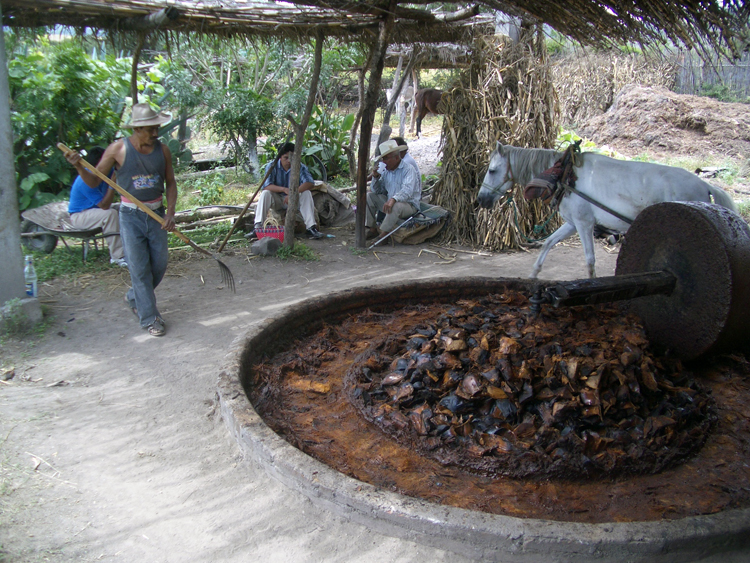
Proceso de elaboración tradicional del mezcal

Santiago Matatlán es conocida como la "Capital mundial del mezcal" y la población depende económicamente de la producción de mezcal y del proceso de cultivo del maguey mezcalero (Agave potatorum). Las normas nacionales que certifican la producción del mezcal determinan que debe comercializarse con 45 a 48 grados de alcohol, como mínimo. Sin embargo, se producen mezcales de hasta 60 grados de alcohol para el consumo local.